# Urmagerens Bryllup
Urmagerens Bryllup è un cortometraggio muto del 1908. Il nome del regista non viene riportato nei credit del film che era interpretato, tra gli altri, da Holger-Madsen, qui ai suoi primi passi come attore cinematografico.

## Produzione
Il film fu prodotto dalla Nordisk Films Kompagni.

## Distribuzione
Il film - un cortometraggio di 138 metri - uscì nelle sale cinematografiche danesi nel 1908.